# Erwin Grosse
Erwin Grosse (* 4. Dezember 1904 in Hannover; † 4. März 1982 in Ettlingen) war ein deutscher Komponist.

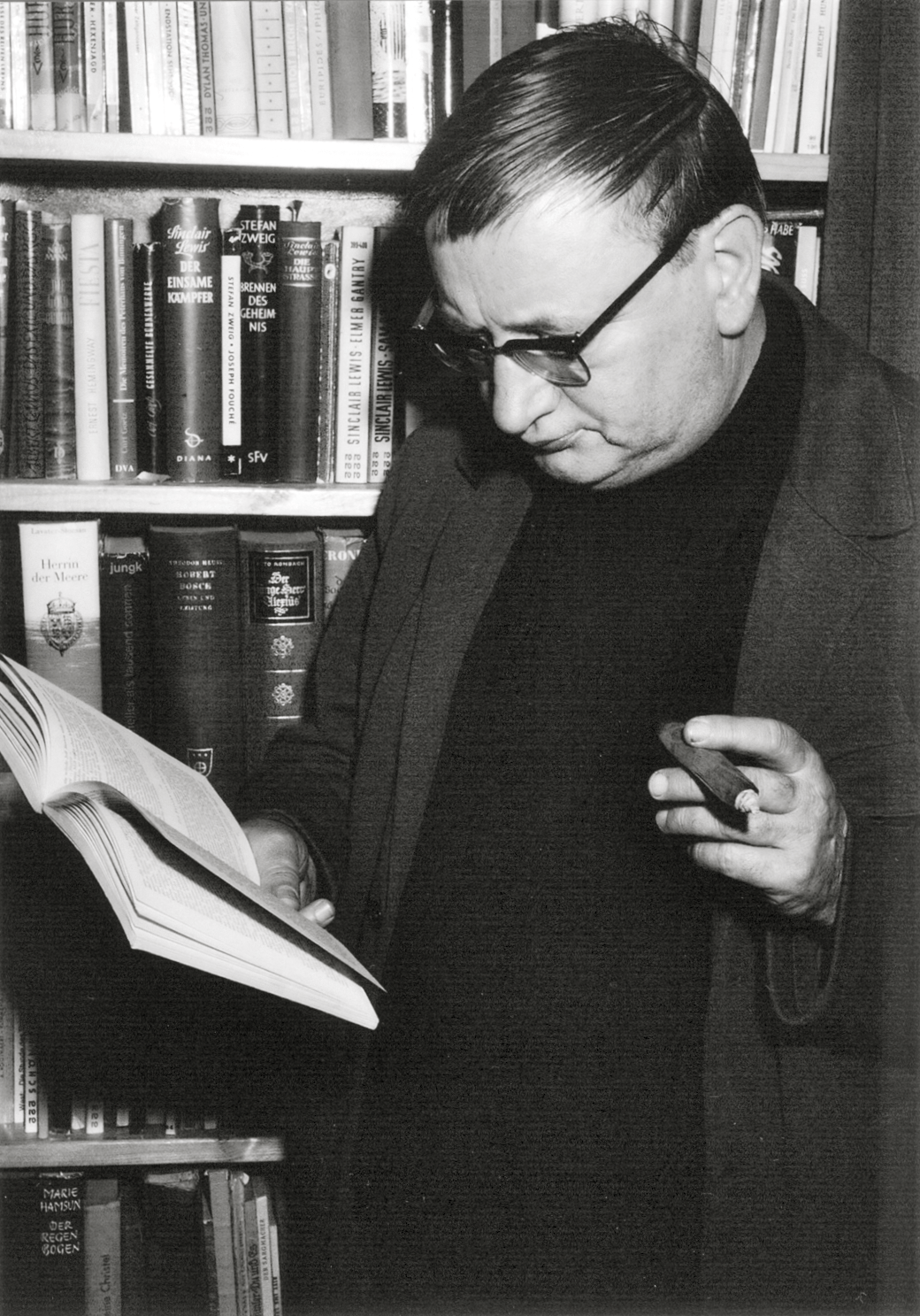
Erwin Grosse, 1960

## Leben
Erwin Grosse, geboren 1904 in Hannover, begann nach intensiven musikalischen Studien in seiner Jugendzeit eine Laufbahn als Orchestergeiger.
Vielseitig sind die weiteren Stationen seiner musikalischen Praxis: Konzertpianist, Cembalist, Bratscher, Theaterkapellmeister und musikalischer Leiter des Balletts, Theorie-, Kompositions- und Klavierlehrer.
Seit 1954 unterrichtete Erwin Grosse am Badischen Konservatorium und an der Musikhochschule in Karlsruhe. Von 1971 bis zu seinem Tod 1982 lebte er in Ettlingen.
Seine musikpraktische Vielschichtigkeit spiegelt sich vor allem in der Komposition, seiner eigentlichen Berufung. Ein weiter Weg führte von den Anfängen im Jahre 1920 bis zu den progressiven und experimentellen Werken der 60er und 70er Jahre.
Aus der Kompositionsschule Max Regers stammend, begann er mit Instrumentalwerken im spätromantischen Stil. Es entstanden Klavier-, Orgel- und Orchesterwerke und eine Fantasie und Fuge für großes Orchester (1922)
Eine große Veränderung brachte das Jahr 1925. Als musikalischer Leiter der seinerzeit modernsten Ballettgruppe Deutschlands unter Yvonne Georgi und Harald Kreutzberg in Hannover, lernte Erwin Grosse die Werke von Igor Stravinsky, Béla Bartók, Paul Hindemith und auch Kompositionen der französischen Groupe des Six und der Neuen Wiener Schule kennen.
Unter dem Einfluss dieser damals radikal modernen Musik änderte er seinen Stil.
In den Jahren bis 1933 entstand eine Vielzahl von wichtigen Arbeiten, z. B. die Tanz Suite für Jazz-Band, die Surrealistischen Glossen, und ein Divertimento für Orchester.
Nach 1933 war seine Kompositionstätigkeit stark eingeschränkt.
Im Jahr 1948 versuchte er einen Neubeginn. Er beschäftigte sich mit dodekaphonischer (zwölftöniger) und serieller Musik.
In Synthese aller stilistischen Einflüsse entwickelte er seine individuelle, kompositorische Handschrift.
Zu den herausragenden Kompositionen dieser Zeit zählen die Frauen im D-Zug, 10 Miniaturen op.36, Sonate im Zwölfton, Trio Sekunden, Twelve Trifles.
1960 schrieb Erwin Grosse für einen Kompositionswettbewerb deutscher Musikverlage seine Kammersinfonie op.48 und erhielt dafür unter 80 internationalen Bewerbern den 1. Preis.
In seinen letzten Lebensjahren widmete sich Erwin Grosse verstärkt der Jugendmusik und schrieb einige Werke für verschiedene größere Ensemblebesetzungen aus Blockflöten, Stabspielen und Schlagwerk.
Er starb am 4. März 1982 in Ettlingen.

## Werke (Auswahl)
- 6 Préludes op. 8a für Klavier (1927) (auch andere Besetzungen) (Tempeltänzerinnen – Marsch – Puppenkasperl – Preludio da Chiesa – Weißer Tanz – Klavierübung)
- K7 (Kammermusik op.7) (1927) für Klavier, Celesta, Bratsche, Klarinette B und Es, Tenor-Saxophon
- Divertimento für Orchester (1930)
- Ballett-Suite op.12 (B 12) (1931)
- 10 Miniaturen für Klavier op. 36 (1948) (Melodie – Jazz – Tänzerische Studie – Spanischer Tanz – Pastorale – Rondeau – Mädchenbildnis – Humoreske – Bauerntanz – Bicinium)
- Sonate für Violine und Klavier op.37 (1948)
- Sonate im Zwölfton op.46 für Violoncello und Klavier (1949)
- Miniaturen für Orchester op.36a (1953)
- Frauen im D-Zug für Klavier 4händig (1954) (Die blonde Privatsekretärin – Die aufgeregte Tante Minna – Die fesche Sportlerin – Die dunkle Sehnsucht – Und die vom Ballett)
- Sonate für Viola und Klavier op. 41 (1954)
- Romanze im 12 Ton für Klavier (1958)
- Melodie in E für Klavier (1959)
- Auf der Autobahn (Klavierstück mit 7 Erleichterungen) (1959)
- Jeanine, Oper in 5 Bildern. Text von Hugo Schöttle (1960–63)
- Trio-Sekunden op. 50 für Violine, Violoncello und Klavier (1963/64)
- Variationen op.52 für Alt-Querflöte in G, Bratsche und Violoncello (1964)
- Vier Segmente op. 51 für Flöte und Klavier (1964)
- 2 Stücke für 3 Schlagzeuger op. 56 (1967)
- Trio für Klavier, Violine und Violoncello op.55 (1967)
- Quartforst op. 54 (Quartet for Strings) (1967)
- Giuoco (Violinkonzert) op. 58 (1968)
- Concertino für Kontrabass op. 64 (1970)
- Konzertante Musik für Streichorchester op. 62 (1970)
- Divertissement für Bläser op. 67 (1971)
- Oktett für Bläser op. 74 (1979)

## Tonträger
- Erwin Grosse (1904-1982) Vol. 1-3 (3 Kassetten mit einer vom Komponisten noch selbst zusammengestellten, repräsentativen Auswahl seiner Werke in Konzertmitschnitten und Rundfunkaufnahmen)
- Klaviermusik Karlsruher Komponisten, zusammengestellt und ausgewählt von Joachim Draheim (CD), darin 10 Miniaturen op. 36 für Klavier (Interpretin: Sontraud Speidel)
- Karlsruher Musikgeschichte, CD-Beilage (siehe unten: Literatur. Enthalten eine Auswahl der Miniaturen op. 10, gespielt von Sontraud Speidel)
- Erwin Grosse, Klaviermusik, (CD) (Interpreten: Heike Bleckmann, Lukas Schellinger)
- Konzertante Musik für Streichorchester op.62, (CD) (Interpreten: Barbara Burgdorf und Christoph Richard, Violine, Florian Weigand, Viola, Dominik Hörnel, Violoncello, Kammerorchester der Universität Karlsruhe, Leitung: Dieter Köhnlein)